# Dimos Katerini
Dimos Katerini (Katerini) är en kommun i Grekland.   Den ligger i prefekturen Nomós Pierías och regionen Mellersta Makedonien, i den norra delen av landet, 280 km norr om huvudstaden Aten. Antalet invånare är 83 387.